# Zoológico de Minnesota
El Zoológico de Minnesota (en inglés: Minnesota Zoo), anteriormente Parque Zoológico de Minnesota (Minnesota Zoological Garden), es un parque zoológico ubicado en Apple Valley, Minnesota, Estados Unidos. Fue inaugurado el 22 de mayo de 1978. La superficie del zoológico es de 196 hectáreas. Actualmente cuenta con casi 4.509 animales , que representan 505 especies de todo el mundo. Todos estos animales viven en hábitats diseñados para imitar sus hábitats naturales. El zoológico es uno de los dos únicos zoológicos estatales en los Estados Unidos, el otro es el Zoológico de Carolina del Norte. Da la bienvenida a aproximadamente 1,3 millones de visitantes al año.
Cuando abrió sus puertas a finales de la década de 1970, el zoológico fue uno de los pioneros en exhibiciones de animales. De este modo, los espaciosos recintos se inspiraron en las condiciones de vida naturales, en lugar de las tan criticadas jaulas pequeñas.
El Zoológico de Minnesota es operado por el Estado de Minnesota. El zoológico es miembro de la Asociación Mundial de Zoos y Acuarios (AZA) participa en sus Planes de Supervivencia de Especies, un programa de conservación y cría con el que la organización intenta salvar de la extinción a especies en peligro de extinción. El zoológico también es miembro de la Asociación Mundial de Zoos y Acuarios (WAZA). En el pasado, el zoológico disponía de un monorriel, con el que era posible realizar visitas guiadas por el recinto. La misma ruta se reabre como sendero para caminar en 2023.

## Exposiciones
El zoológico está dividido en diferentes secciones en las que se clasifican los animales según su hábitat:
- Minnesota Trail incluye muchas especies animales nativas de Minnesota, como mapaches, lobos y coyotes.

- Northern Trail presenta especies animales de regiones al norte del paralelo 45. Las especies animales más conocidas aquí incluyen los tigres siberianos, los lobos mexicanos y los renos, en peligro de extinción.

- Tropics Trail incluye una casa en la que se recrea el paisaje de latitudes tropicales y se preservan especies animales autóctonas.

- Russia's Grizzly Coast es una exhibición mitad interior y mitad exterior que presenta animales del Extremo Oriente ruso y la Península de Kamchatka.

- Discovery Bay contiene varios acuarios con un total de más de 4,1 millones de litros de agua, en los que, por ejemplo, viven tiburones, rayas y estrellas de mar. La sección también incluye un delfinario con capacidad para 800 personas donde cada día se realizan diferentes espectáculos.

- Wells Fargo Family Farm es un zoológico familiar para niños.